# ماركوس روبنسون
ماركوس روبنسون (بالإنجليزية: Marcus Robinson)‏ هو لاعب كرة قدم أمريكية أمريكي، ولد في 27 فبراير 1975 في فورت فالي في الولايات المتحدة.

## وصلات خارجية
- ماركوس روبنسون على موقع مرجع كرة القدم المحترفة.كوم (الإنجليزية)